# 입태자
입태자(立太子)는 주로 동아시아에서 공식적으로 태자를 정하는 것을 말한다.